# 러브 오브 시베리아
《러브 오브 시베리아》(영어: The Barber Of Siberia)은 1998년 개봉한 러시아의 영화이다.

## 줄거리
아름다운 미국인 여성 제인 캘러핸(줄리아 오먼드)은 유명 사관학교 생도인 아들에게 오랫동안 간직했던 비밀에 대해 편지를 쓴다. 20년 전 그녀는 리처드 해리스가 연기한 집착적인 엔지니어 더글러스 맥크래켄을 돕기 위해 러시아에 도착했다. 맥크래켄은 시베리아 숲을 벌목하는 거대한 기계인 자신의 발명품을 후원하기 위해 대공 알렉세이 알렉산드로비치 대공의 후원이 필요했다. 여행 중에 그녀는 자신의 삶을 영원히 바꿀 두 남자를 만난다. 오페라를 좋아하는 잘생긴 젊은 생도 안드레이 톨스토이(올레크 멘시코프)와 그녀의 아름다움에 매료되어 결혼하고 싶어하는 강력한 라들로프 장군(Aleksei Petrenko)이다. 톨스토이와 라들로프는 후자의 놀라움과 분노를 자아내며 제인의 사랑을 놓고 경쟁자가 된다. 그녀는 톨스토이에게 깊은 비밀을 털어놓고 그와 결혼할 것을 약속하며, 함께 열정적인 밤을 보내 아이를 갖게 된다. 그러나 나중에 톨스토이는 제인이 장군의 환심을 사고 대공과의 면담을 얻기 위해 장군에게 자신에 대한 관심을 부인하는 것을 엿듣게 된다. 낙담한 톨스토이는 장군을 공격하고, 장군은 젊은 경쟁자를 허위 혐의로 체포하여 시베리아로 추방하여 7년간의 강제 노동과 5년간의 추가 유배 생활을 선고한다.

## 출연
- 줄리아 오몬드 - 제인 칼라안
- 올렉 멘쉬코프 - 안드레이 톨스토이
- 리차드 해리스 - 맥크리건

## 한국판 성우진(MBC)
- 송도영 - 제인 칼라안(줄리아 오몬드)
- 박지훈 - 안드레이 톨스토이(올렉 멘쉬코프)
- 황일청 - 맥크리건(리차드 해리스)
- 김태훈 - 레들로프(알렉세이 페트렌코)
- 홍승옥 - 공작 부인(엘리자베스 스프리그스)
- 이도련 - 알렉산드르 3세(니키타 미할코프)
- 최상기 - 모킨 대위(블라디미르 일린)
- 최석필 - 부사관(맥 맥도널드)
- 이상범 - 코프롭스키(다니엘 올브리흐스키)
- 표영재 - 앤드류(올레크 멘시코프)
- 고성일 - 앤드류의 동료(댄 에반스)
- 이상훈 - 톨스토이와 폴리에프스키의 동료(니키타 타타렌코프)
- 최한 - 폴리에프스키(마라트 바샤로프)